# Redang Seko
Redang Seko is een bestuurslaag in het regentschap Indragiri Hulu van de provincie Riau, Indonesië. Redang Seko telt 3381 inwoners (volkstelling 2010).